# José Nivaldo Martins Constante
José Nivaldo Martins Constante (19 marzo 1974) è un ex calciatore brasiliano, di ruolo portiere.

## Carriera

### Club
Sopravvissuto all'incidente aereo della LaMia Airlines 2933 avvenuto il 29 novembre 2016 perché non convocato, decide di porre fine alla sua carriera dopo 299 partite ufficiali con la squadra del Chapecoense, con cui debuttò in Série A nel 2010.

## Palmarès

### Club

#### Competizioni statali
- Campionato Catarinense: 3

Chapecoense: 2007, 2011, 2016
- Copa Santa Catarina: 1

Chapecoense: 2006

#### Competizioni internazionali
- Coppa Sudamericana: 1

Chapecoense: 2016